# Tổ chức Cấm Vũ khí Hóa học
Tổ chức Cấm Vũ khí Hóa học (tiếng Anh: Organization for the Prohibition of Chemical Weapons, viết tắt là OPCW) là một tổ chức tự trị liên chính phủ, cơ sở chính nằm ở  Den Haag, Hà Lan. Nó được thành lập để thực thi việc theo dõi các nước trong việc tuân hành Công ước 1997 về vũ khí hóa học, mà cấm việc sử dụng cũng như đòi hỏi phá hủy chúng. Tổng giám đốc hiện thời là nhà ngoại giao người Thổ Ahmet Üzümcü.

Giải Nobel Hòa bình năm 2013 được trao cho tổ chức này và Công ước, mà qua đó nó được thành lập vào năm 1997, bởi vì họ, theo lời người phát giải, "đã định nghĩa vũ khí hóa học là điều cấm kỵ theo luật quốc tế. Việc sử dụng vũ khí hóa học tại Ghouta ở Syria, đã nhấn mạnh sự cần thiết phải tăng gia nỗ lực để hủy bỏ những vũ khí đó."

## Tài chính
Tổ chức được tài trợ do các thành viên đóng góp, tương tự như tiếu chuẩn của Liên Hợp Quốc. Và như vậy Hoa Kỳ là nước tài trợ nhiều nhất với 22 %. Tiếp theo là Nhật Bản với khoảng 19,5 % và Đức khoảng 10 %. Ngân sách mỗi năm tổng cộng khoảng 60 triệu Euro.

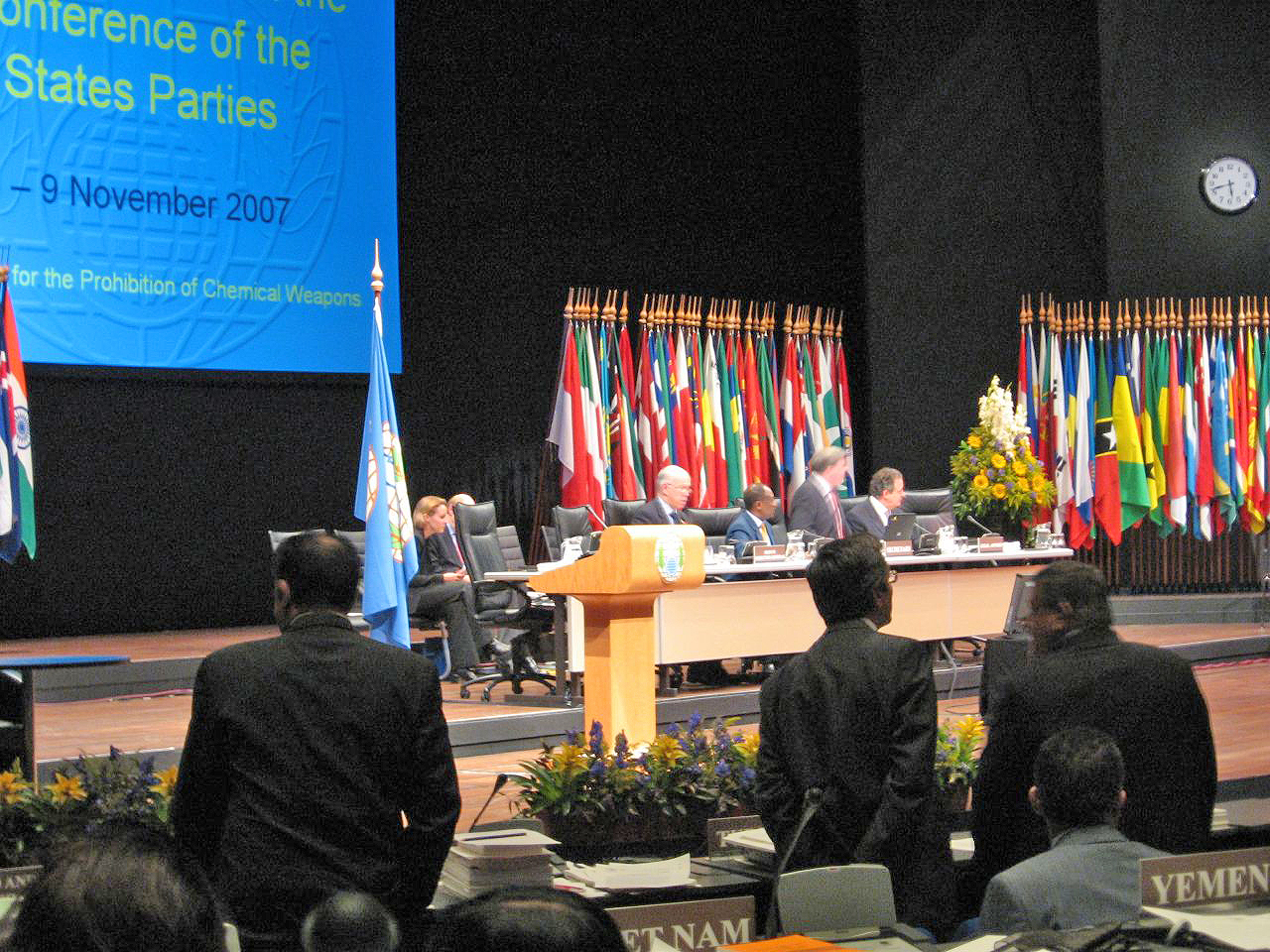
Hội nghị của các quốc gia thành viên vào năm 2007

## Liên hệ với Liên Hợp Quốc
Tổ chức Cấm Vũ khí Hóa học không phải là một cơ quan thuộc Liên Hợp Quốc, nhưng cả hai làm việc chung với nhau về chính sách và những vấn đề thực tiễn. Vào ngày 7 tháng 9 năm 2000 OPCW và Liên Hợp Quốc ký kết một thỏa ước làm việc chung đề ra phương thức để phối hợp các hoạt động hai bên với nhau. Các thanh sát viên đi làm việc với thẻ du hành của Liên Hợp Quốc, trong đó có giải thích nhiệm vụ, đặc quyền và quyền bất khả xâm phạm.

## Trụ sở chính

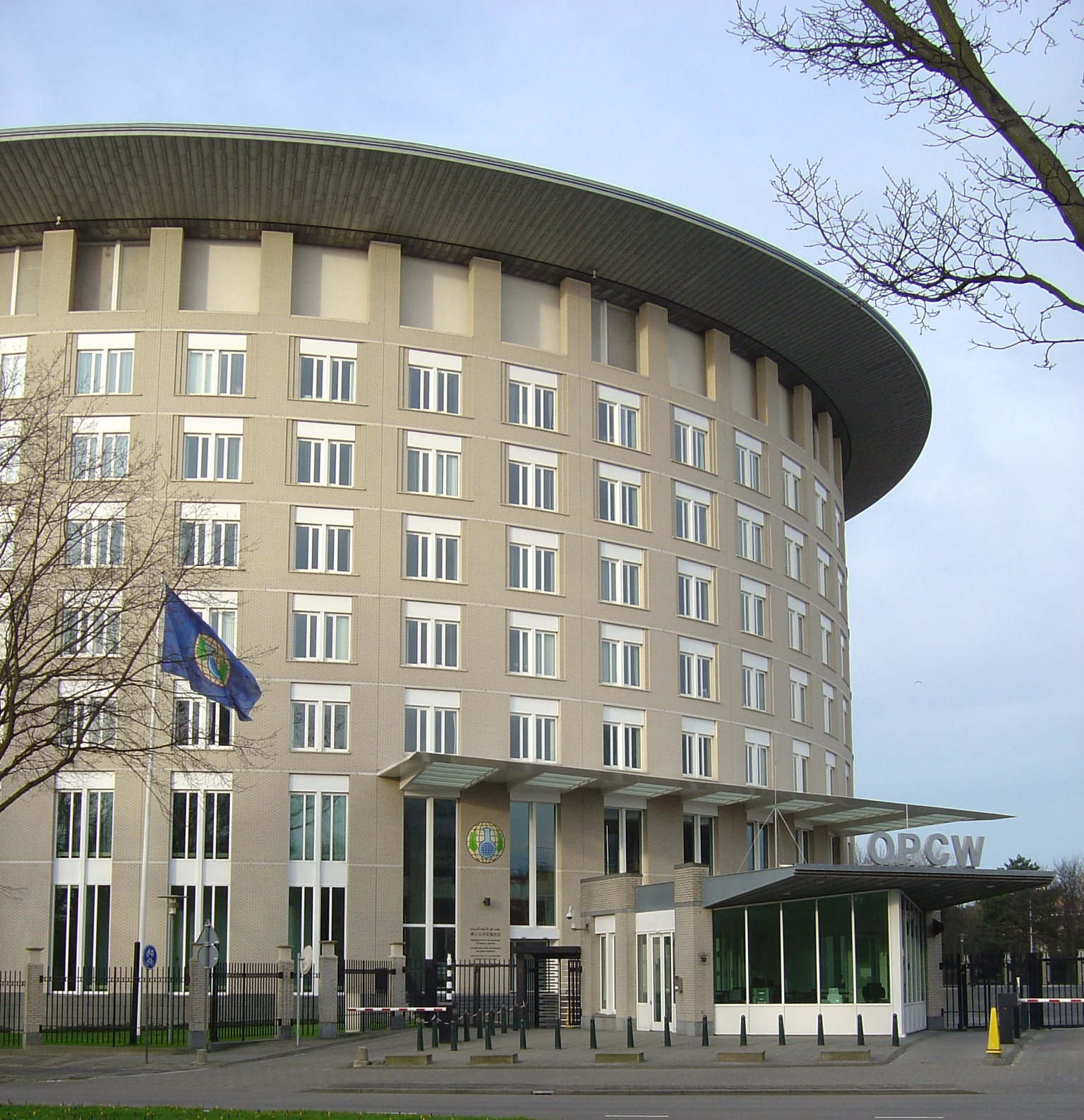
Trụ sở chính của OPCW

Den Haag được chọn làm chỗ hoạt động của tổ chức sau khi đánh bại Viên và Genève.
Tổng hành dinh của OPCW được vẽ kiểu bởi kiến trúc sư Hoa Kỳ Gerhard Kallmann của hãng Kallmann McKinnell & Wood là một tòa nhà tám từng, hình bán cầu. Có một phòng tưởng niệm các nạn nhân ở đằng sau tòa nhà, mở cửa cho công chúng vào tham quan.

## Thành viên
Tất cả 193 nước mà đã ký vào Công ước về vũ khí hóa học tự động trở thành thành viên của tổ chức OPCW. Ai Cập, Bắc Triều Tiên và Nam Sudan, những nước mà không ký hay không tán thành Công ước. Syria là nước tham gia gần đây nhất theo khuôn khổ hủy bỏ vũ khí hóa học tại Syria.

## Lãnh đạo

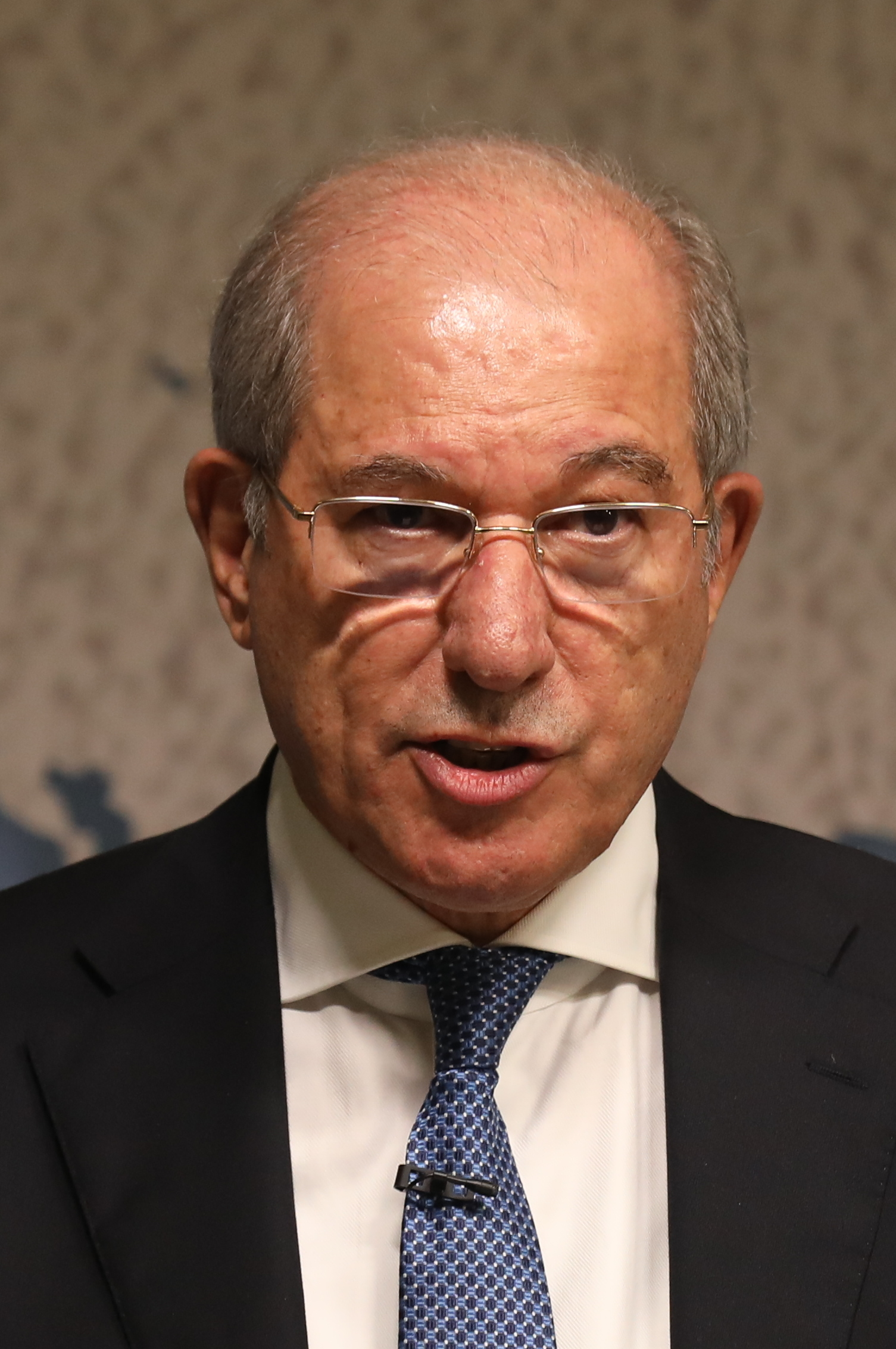
Ahmet Üzümcü, Tổng giám đốc của OPCW

Tổ chức được điều khiển bởi một tổng giám đốc, mà được chỉ định trực tiếp bởi hội nghị. Danh sách các tổng giám đốc:
| Quốc gia   | Chân dung   | Tên             | Bắt đầu nhiệm kỳ         |
| ---------- | ----------- | --------------- | ------------------------ |
| Brasil     | không khung | José Bustani    | ngày 13 tháng 5 năm 1997 |
| Argentina  | không khung | Rogelio Pfirter | ngày 25 tháng 7 năm 2002 |
| Thổ Nhĩ Kỳ | không khung | Ahmet Üzümcü    | ngày 25 tháng 7 năm 2010 |

## Giải Nobel Hòa bình 2013
Ngày 11 tháng 10 năm 2013, Ủy ban Nobel Na Uy đã loan báo trao Giải Nobel Hòa bình năm 2013 cho "Tổ chức Cấm Vũ khí Hóa học" về Công việc phá hủy các Vũ khí Hóa học của tổ chức này, nhất là việc phá hủy Vũ khí Hóa học ở Syria hiện nay.